# (5895) Žbirka
(5895) Žbirka es un asteroide perteneciente al cinturón de asteroides, región del sistema solar que se encuentra entre las órbitas de Marte y Júpiter, descubierto el 16 de octubre de 1982 por Zdeňka Vávrová desde el Observatorio Kleť, České Budějovice, República Checa.

## Designación y nombre
Designado provisionalmente como 1982 UF2. Fue nombrado Žbirka en homenaje a Miroslav Žbirka, cantante y compositor eslovaco. Antes de ser solista, tocó en las bandas Modus y Limit. Sus canciones en eslovaco, checo e inglés han enriquecido enormemente la escena de la música pop checa y eslovaca. Es un fanático de siempre de los Beatles.

## Características orbitales
Žbirka está situado a una distancia media del Sol de 2,289 ua, pudiendo alejarse hasta 2,595 ua y acercarse hasta 1,982 ua. Su excentricidad es 0,133 y la inclinación orbital 5,449 grados. Emplea 1264,97 días en completar una órbita alrededor del Sol.

## Características físicas
La magnitud absoluta de Žbirka es 13,9. Tiene 4,017 km de diámetro y su albedo se estima en 0,357. 